# 119 (عدد)

الرقم 119

119 هو عدد فردي صحيح. وهو عدد طبيعي محصور بين العددين، 118 و120.

## في الرياضيات

### خصائص
- 119 عدد فردي
- 119 عدد ناقص